# Elías Amado
Elías Teodoro Francisco Amado (San Juan, 7 de enero de 1897-San Juan, 4 de septiembre de 1968) fue un político y médico argentino, perteneciente al Partido Justicialista, que se desempeñó como Gobernador de San Juan entre el 30 de junio de 1950 y el 3 de junio de 1952, asumiendo tras el fallecimiento del titular Ruperto Godoy, de quien fue su vicegobernador.

## Carrera
Su padre Francisco Amado, era de origen libanés. Si bien nació en San Juan, se radicó en la provincia de La Rioja. Estudió Medicina y se especializó en otorrinolaringología. Se desempeñó como docente en la Escuela de Enfermería de Hospital San Roque y en la escuela de la Cruz Roja Argentina.
Fue Ministro de Hacienda durante el primer mandato como Gobernador de Ruperto Godoy, entre el 13 de febrero de 1947 y el 22 de mayo de 1950. Posteriormente, Godoy fue reelecto junto con Amado de vicegobernador. Sin embargo, éste falleció repentinamente a pocos días de asumir. Debido a una reforma constitucional en 1949, el mandato del Gobernador se extendía por dos años. La constitución fue reformada para extender aquel período por seis años por lo cual el gobernador electo para sucederlo, Rinaldo Viviani, sería por aquel término, aunque fue derrocado por un golpe de Estado. Realizó una obras de gobierno extensa, estableciendo los derechos de segunda generación, avanzadas leyes de trabajo, un sistema de impuestos progresivo, desarrollo de la educación técnica, la reforma agraria, intervención del Estado para promover la industria del vino y del olivo, una red caminera con el fin de poblar el territorio, parques populares, planes de vivienda para trabajadores. Puso en marcha el plan de desarrollo provincial que buscaba ampliar la variedad de los cultivos de frutales, mejorar la siembre y  dotó mediante el banco provincial líneas especiales para otorgar créditos a los agricultores. Modernizó el sistema de canales de riego en torno a la capital y promovió también la electrificación rural